# Ibn ad-Dawadarí
Abu-Bakr ibn Abd-Al·lah ibn Àybak ad-Dawadarí, més conegut simplement com a Ibn ad-Dawadarí, fou un historiador egipci nascut al segle xiii i mort el 1313.
Va escriure una crònica universal desenvolupada i una abreujada.